# Alessandro Donati
Alessandro Donati (Atri, 8 de mayo de 1979) es un ciclista italiano. Debutó como profesional en 2004 con el equipo Acqua & Sapone donde estuvo toda su trayectoria profesional. Tras su retirada ejerció las funciones de director deportivo del conjunto GM Europa Ovini.

## Palmarés
- No consiguió ninguna victoria como profesional

## Resultados en Grandes Vueltas
| Carrera | Carrera         | 2004 | 2005 | 2006 | 2007 | 2008 | 2009  | 2010 | 2011 | 2012 |
| ------- | --------------- | ---- | ---- | ---- | ---- | ---- | ----- | ---- | ---- | ---- |
|         | Giro de Italia  | ―    | ―    | ―    | ―    | ―    | 109.º | 75.º | ―    | ―    |
|         | Tour de Francia | ―    | ―    | ―    | ―    | ―    | ―     | ―    | ―    | ―    |
|         | Vuelta a España | ―    | ―    | ―    | ―    | ―    | ―     | ―    | ―    | ―    |

―: no participa

Ab.: abandono